# Live Apocalypse
Live Apocalypse è il primo DVD del gruppo musicale svedese Arch Enemy, pubblicato il 24 luglio 2006 dalla Century Media Records.

## Tracce
DVD 1
- London Forum – 17th December 2004

1. Tear Down the Walls/Intro
2. Enemy Within
3. Silent Wars
4. Burning Angel
5. Dead Eyes See No Future
6. Dead Bury Their Dead
7. Bury Me an Angel
8. Drum Solo
9. Instinct
10. Savage Messiah
11. The First Deadly Sin
12. The Immortal
13. Bridge of Destiny
14. We Will Rise
15. Heart of Darkness
16. Snow Bound
17. Ravenous
18. Fields of Desolation/Outro

- Manchester Academy 2 – 13th December 2005

1. Nemesis
2. My Apocalypse
3. Skeleton Dance

DVD 2
- Special Features / Extras

1. UK Tour 2005 Mini-Movie
2. Tour! Tour! Tour! (On the Road Movie)
3. Interviews & Behind the Scenes at the "My Apocalypse" Videoshoot
4. Gear Talk (Equipment Special)
5. Slideshow

- Full Promo Videos

1. Ravenous
2. We Will Rise
3. Nemesis
4. My Apocalypse

- Multi-Angle Songs

1. Dead Eyes See No Future
2. Bury Me an Angel
3. Heart Of Darkness

## Formazione
- Angela Gossow – voce
- Michael Amott – chitarra
- Christopher Amott – chitarra
- Sharlee D'Angelo – basso
- Daniel Erlandsson – batteria